# قلعه برپنج
قلعه برپنج یا بَرپنجه‌قلعه یک منطقهٔ مسکونی در افغانستان است که در ولایت بدخشان واقع شده‌است.